# دانشگاه صنعتی
مؤسسۀ فناوری (به انگلیسی: Institute of technology) یا دانشکده پلی‌تکنیک (به فرانسوی: École polytechnique) یا دانشگاه فنی (به آلمانی: Technische hochschule) (به آلمانی: Technische Universität) که در ایران دانشگاه صنعتی خوانده می‌شود، گونه‌ای از مؤسسات آموزشی و دانشگاه‌ها است، که در زمینه آموزش متخصصان در حوزه‌های مهندسی، فناوری، علوم کاربردی و در برخی موارد، علوم طبیعی فعالیت می‌نماید.

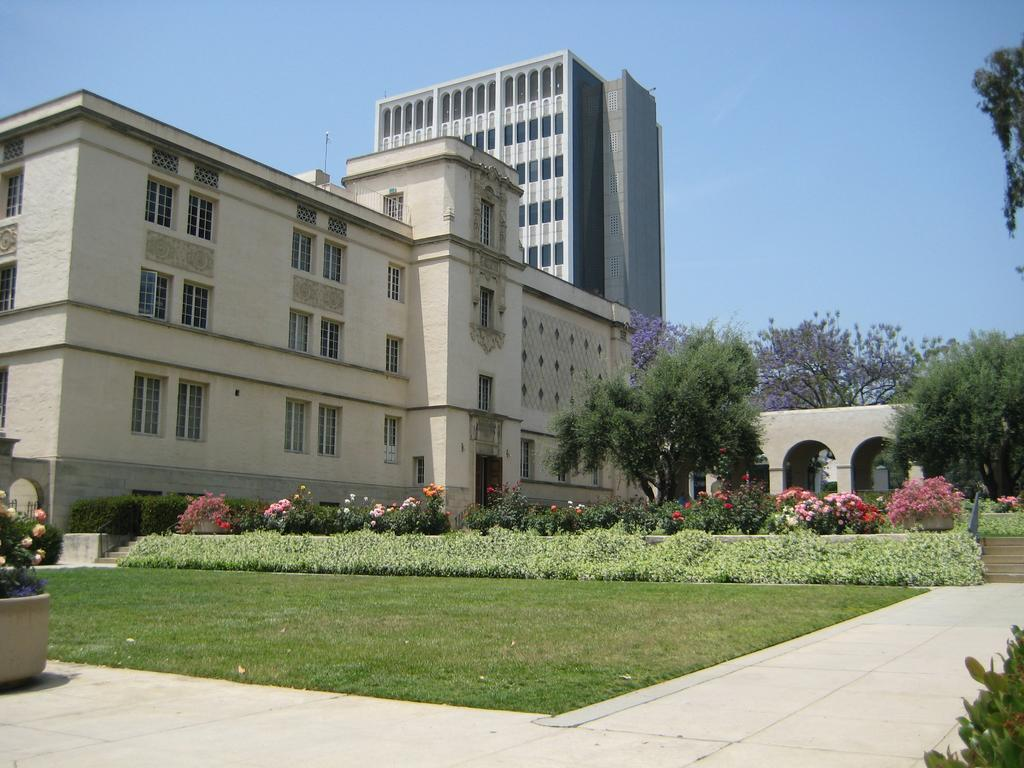
آزمایشگاه فیزیک «بریج» در مؤسسه فناوری کالیفرنیا (کَلتِک)

اصطلاح انگلیسی پلی‌تکنیک یا دانشکده فنی، نخستین بار در اوائل قرن نوزدهم به‌کار گرفته شد. نخستین دانشگاه فنی، دانشکده مهندسی اکول پلی‌تکنیک پاریس بود، که در سال ۱۷۹۴ در شهر پاریس تأسیس شد.